# Esquadrão de Skaraborg

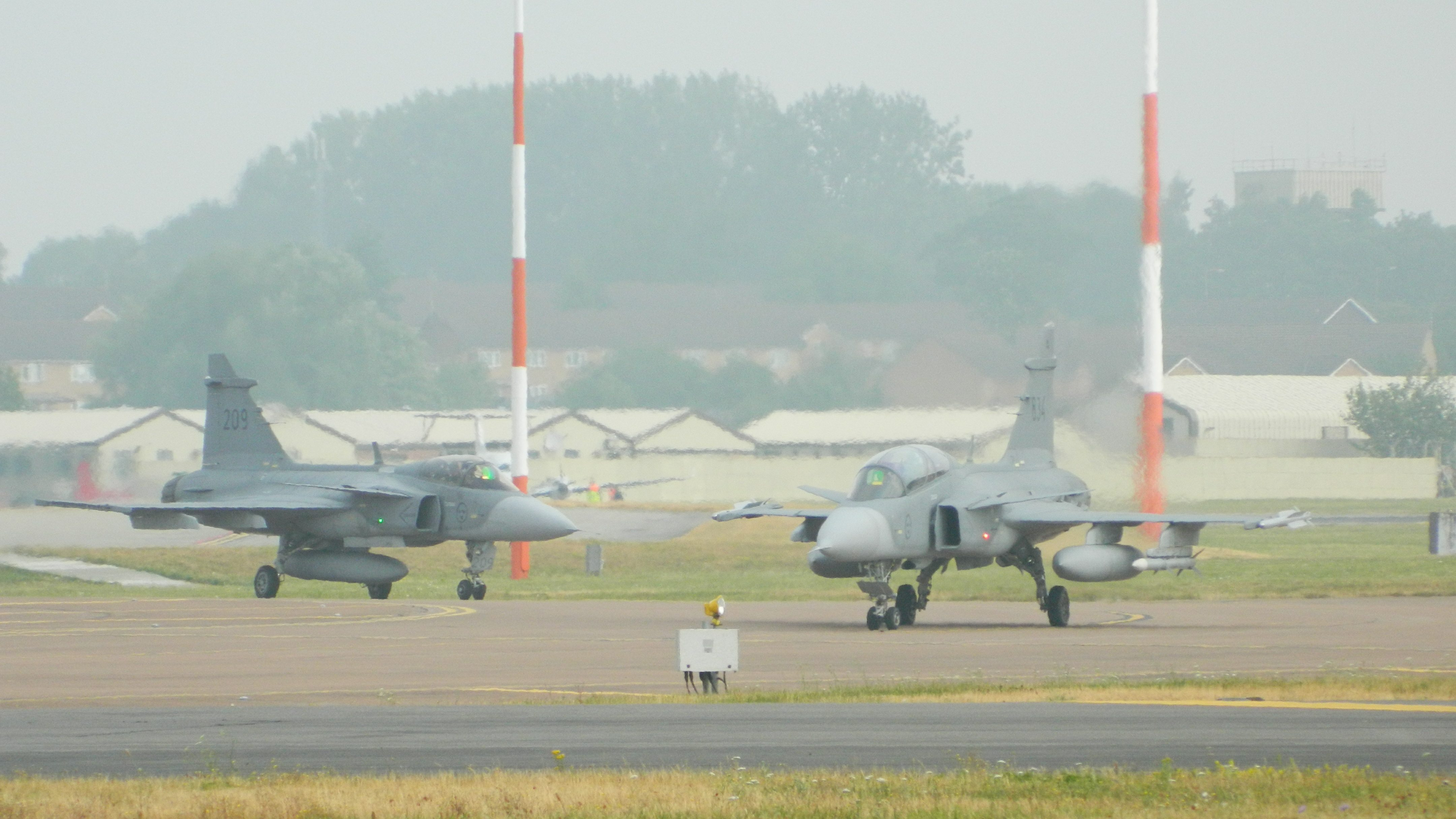
JAS 39 Gripen

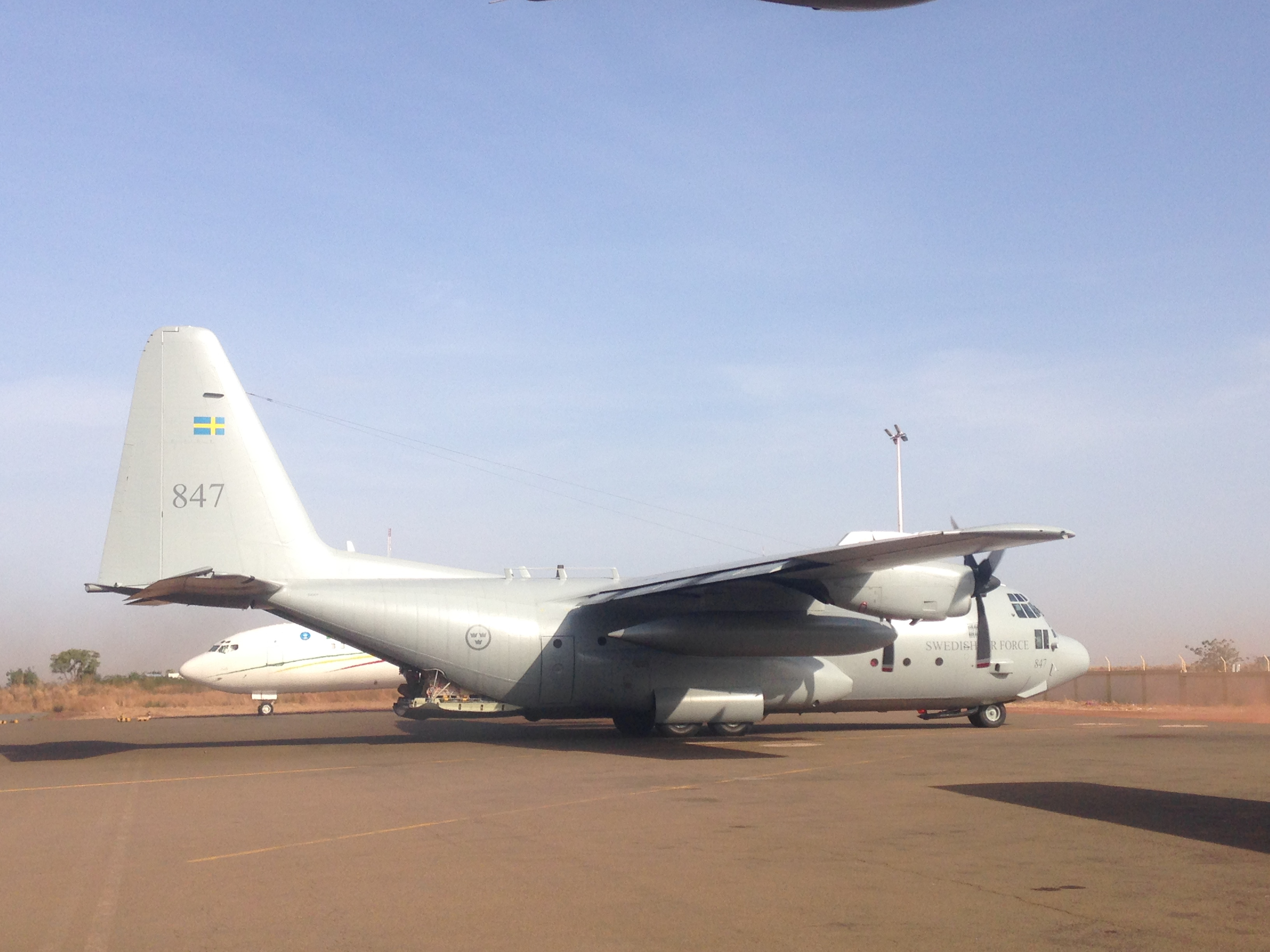
C-130 Hercules

O Esquadrão de Skaraborg (em sueco: Skaraborgs flygflottilj; também designado como F 7 Såtenäs ou simplesmente F 7) é uma unidade da Força Aérea da Suécia sediada no aeroporto militar de Såtenäs, na pequena localidade de Såtenäs, situada entre as cidades de Lidköping e Vänersborg, e localizada junto ao Lago Vänern.

Esta unidade dispõe de divisöes de aviões JAS 39 Gripen, com capacidade de resposta rápida em caso de incidente de segurança aeronáutica.

Na sua base, está instalado o Centro Gripen (em sueco: Gripencentrum) onde são treinados os pilotos suecos e estrangeiros do avião JAS 39 Gripen nas versões C e D.

É igualmente um importante nó dos transportes militares suecos, estando aí estacionados os aviões C-130 Hercules da Força Aérea da Suécia.

O seu pessoal é constituído por 950 efetivos, incluindo oficiais profissionais, militares em serviço permanente e funcionários civis.

## Cooperação com aNATO
Pelo acordo de cooperação reforçada no domínio da defesa, assinado pela Suécia e pelos Estados Unidos, foi regulada a utilização das instalações do Esquadrão de Skaraborg pelas forças armadas americanas.	
  